# Myosotis rehsteineri
Espèce
Classification phylogénétique
Statut de conservation UICN

 EN B2ab(iii) : En danger
Le Myosotis de Rehsteiner (nom scientifique : Myosotis rehsteineri) est une plante hémicryptophyte semi-aquatique, qui fait partie de la famille des Boraginaceae et du genre Myosotis.

C'est une espèce européenne, rare et classée comme très menacée  et protégée dans certains pays (en Suisse par exemple). Elle a fait l'objet de quelques opérations de réintroduction (en Suisse). Elle est considérée comme une relique glaciaire.
Cette espèce était autrefois considérée comme une sous-espèce (subsp. caespitosa (DC) Baum.) du Myosotis scorpioides L. (cf. synonymie ci-dessous)

## Syn.botaniques
- Myosotis scorpioides subsp. caespitosa  (DC.) Baum.,
- Myosotis cespitosa var. grandiflora Gaud

## Habitat, répartition
Cette plante des zones humides est naturellement présente dans toute l'Europe centrale (jusqu'à une certaine altitude (400 m d’altitude en Suisse). Elle n'est plus signalée en France que dans un seul département, près de la Suisse.
Elle est typique des zones de fluctuations régulières du niveau de l'eau, des débâcles et battement des vagues, auxquelles elles sont plus adaptées que nombre de leurs concurrentes. On les trouve jusqu'à moyenne altitude sur les berges inondables de lacs et cours d’eau préalpins). Elles poussent sur des sols nus et ensoleillés et plutôt oligotrophes (pauvres en nutriments). Elles semblent peu exigeantes en matière de pH et peuvent pousser aussi bien sur un substrat relativement calcaire, argileux que sur des sables et graviers, le long de berges d'étangs, marais ou de cours d'eau. Dans certains cas (ex : cas d'une tourbière au Liechtenstein), ses rhizomes sont simplement enfouis dans des coussins de mousse toujours humides.
En Suisse (où des opérations de réintroduction ont eu lieu), et en Allemagne du Sud, cette plante est considérée comme néoendémique et cantonnée aux rives lacustres des avant-pays alpins du nord et du sud. À titre d'exemple, côte thurgovienne du lac de Constance (où il ne restait que 26 petites populations relictuelles en 1998). Ce lac et quelques zones humides des trois pays riverains (Autriche, Suisse, Allemagne) en abritent les plus belles populations de cette partie de l'Europe, dont par exemple au Starnberger See (Bavière), et peut-être sur les berges des lacs insubriens et de la rivière Ticino  Liechtenstein. En Allemagne, des stations sont connues sur les berges allemandes du lac de Constance, de l'Untersee et surtout au Gnadensee, à l’Überlinger See, à Trecate (berges du Tessin...) . Les populations du lac de Constance se sont effondrées de 90 % environ en un siècle.
Cette espèce semble particulièrement sensible à la concurrence. Ses populations sont parfois très relictuelles et ne forment souvent plus que des taches très localisées de quelques mètres carrés.

## Phytosociologie
Cette espèce est caractéristique des gazons littoraux lacustres, tourbeux du Deschampsietum rhenanae OBERD. 57 typiques de la marge de l'eulittoral, et souvent associée à d’autres espèces rares comme Deschampsia littoralis (GAUDIN) REUT., Ranunculus reptans L. et Littorella uniflora (L.) ASCH. Il pénètre parfois (rarement) des associations voisines comme le Littorello-Eleocharitetum acicularis W. KOCH 26 em. OBERD 57 de l'eulittoral inférieur et le Catabrosetum aquaticae RÜB. 12. Milieu naturel: 2.1.3 .

## Écologie
Cette plante joue un rôle important lors des crues dans la stabilisation de certaines berges contre l'érosion par le batillage et les vaguelettes formées par le vent et le courant. Ses feuilles ont une forme et taille qui est appréciée par les tritons femelles pour y coller et cacher leurs œufs.

## État, pressions, menaces...
Cette espèce a régressé massivement dans toute son aire potentielle et naturelle de répartition et s'est éteinte sur une grande partie de ses anciens habitats. C'est au Lac de Constance qu'elle survivrait le mieux (les botanistes suisses estiment que 85 % des populations relictuelles sont concentrées au Lac de Constance, mais il n'y reste même pas un hectare de gazons littoraux.
En tant que relique glaciaire nécessitant pour sa survie des crues importantes et régulières - comme d'autres plantes de berges et gazons immergés - cette espèce est menacée par la régulation des débits et niveaux des cours d'eau et probablement par le réchauffement climatique, qui favorisent des espèces concurrentes plus banales ((Phalaris arundinacea L., Phragmites australis (CAV.) STEUD., Agrostis stolonifera L., Carex acuta L., Carex elata ALL.; contre les trois derniers la fauche est inefficace!)) occupant facilement leur habitat quand il est moins et moins souvent inondé.
L'eutrophisation reste une menace grave pour l'espèce. En  effet si l'eutrophisation par les eaux usées a fortement diminué en Europe centrale (grâce à l'assainissement et aux progrès du traitement de l'azote par les stations d'épuration) cette source d'azote et de phosphore a été remplacée par d'autres  qui sont la pollution azotée de l'air et des pluies. Cette eutrophisation de l'air a deux origines connues : 1) une origine agricole dans les campagnes (évaporation à partir des engrais azotés) et 2) la pollution urbaine par les chaudières et surtout par la pollution automobile ; les oxydes d'azote émis par les pots d'échappement, non traités par la plupart des pots catalytiques sont une source indirecte, continue et croissante de nitrates dans la basse atmosphère et les eaux météoriques).

D'autres sources discrètes d'eutrophisation  sont :
- les apports de nutriments qui suivent le lessivage de feux de camp, feux de litière, notamment sur les plages d'étangs ou très près des berges.
- les apports de nutriments faisant suite aux fauches sans exportation ;
- l'embroussaillement des berges (où les grands herbivores, souvent n'existent plus), peut être source d'accumulation de matière végétale en  décomposition, et également d'ombre et de concurrence.

Une trop grande continuité de ripisylves équiennes (c'est-à-dire où tous les arbres ont à peu près le même âge), et donc sans chablis importants permettant des taches de lumière et le "rajeunissement" régulier de sections de berges, source de litières et d'ombre sont également a priori défavorables à l'espèce.

## Conservation
Des plans de restauration sont possibles : des mesures de gestion restauratoire se sont en Suisse montrées efficaces pour sauver certaines populations.

## Reproduction et multiplication
Les fleurs, petites et bleues sont femelles ou hermaphrodites.

Quand il arrive que ce myosotis reste longtemps submergé en période de floraison, il ne forme pas de graines mais peut diffuser par stolons courts (multiplication végétative).
L'espèce peut être cultivée (facilement les premières années).